# Lorena Diaconescu
Ioana Lorena Diaconescu (Bucarest, Rumania, 23 de marzo de 1979) es una nadadora retirada especializada en pruebas de estilo libre. Fue campeona de Europa en la prueba de 4x200 metros libres en el Campeonato Europeo de Natación de 2000.
Representó a Rumania en los Juegos Olímpicos de Atlanta 1996 y Sídney 2000.

## Palmarés internacional
| Campeonato Europeo de Natación | Campeonato Europeo de Natación | Campeonato Europeo de Natación | Campeonato Europeo de Natación |
| Año                            | Lugar                          | Medalla                        | Prueba                         |
| ------------------------------ | ------------------------------ | ------------------------------ | ------------------------------ |
| 1999                           | Estambul ( Turquía)            | Medalla de bronce              | 4 × 200 m libre                |
| 2000                           | Helsinki ( Finlandia)          | Medalla de oro                 | 200 m libres                   |
| 2000                           | Helsinki ( Finlandia)          | Medalla de bronce              | 4 × 100 m libres               |